# The Big Bopper

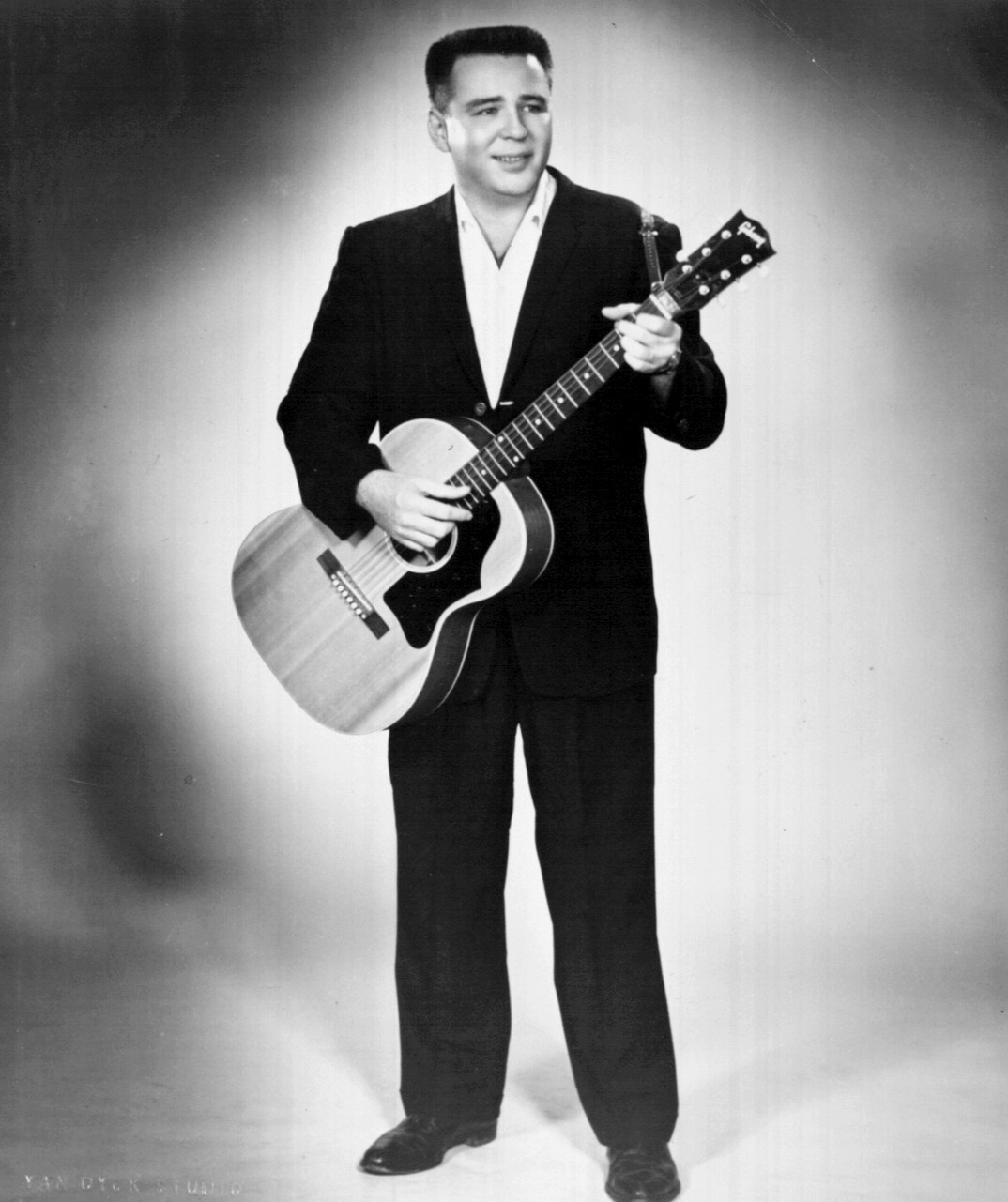
The Big Bopper

Jiles Perry Richardson, Jr. (* 24. Oktober 1930 in Sabine Pass, Texas; † 3. Februar 1959 bei Clear Lake, Iowa), besser bekannt als „The Big Bopper“, von seinen Freunden J.P. (Jay-Pee) genannt, war ein US-amerikanischer Disc-Jockey, Sänger und Songwriter, der vor allem durch seinen Novelty Song Chantilly Lace (1958) bekannt wurde.

## Leben

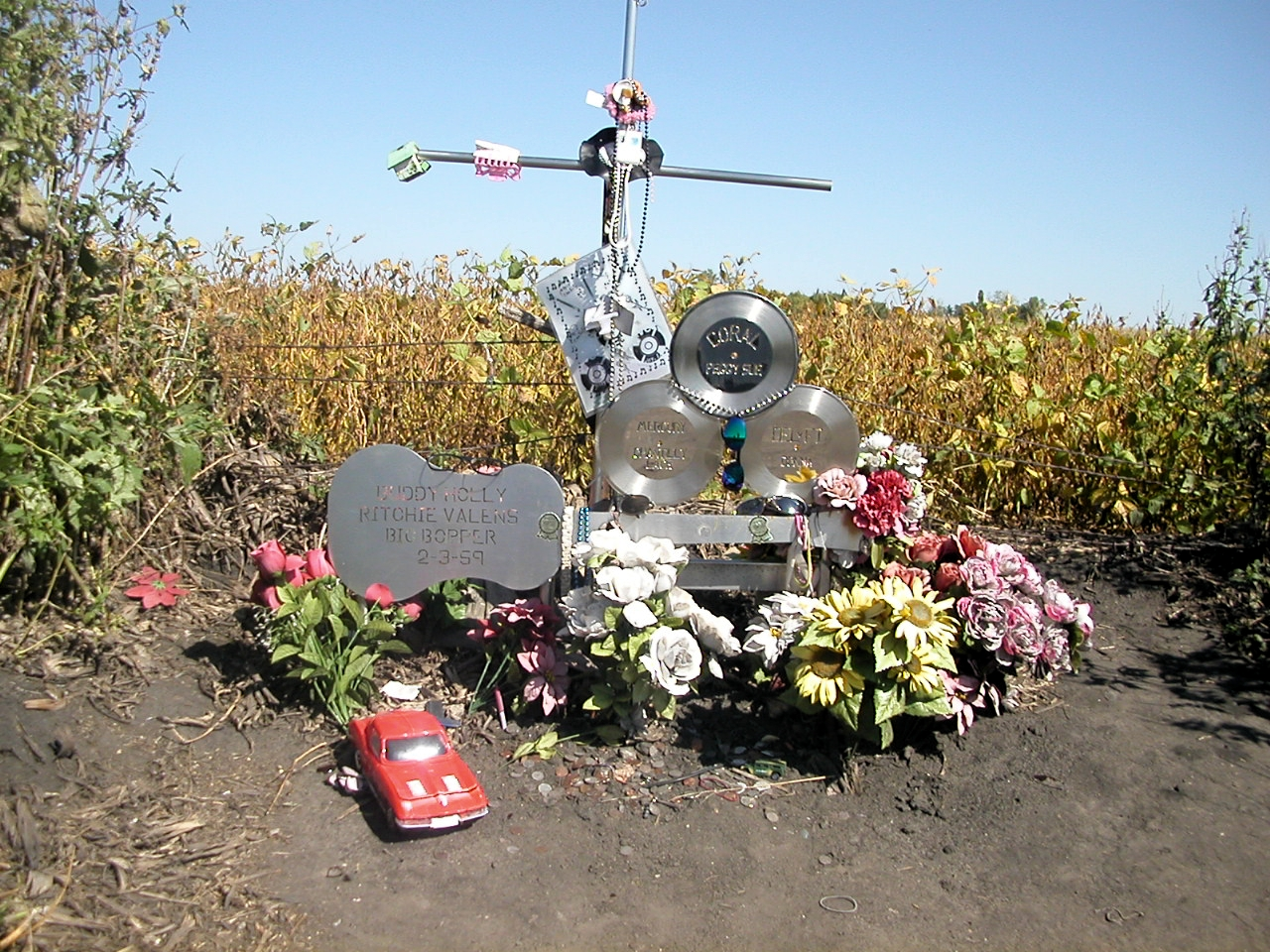
Denkmal an der Absturzstelle bei Clear Lake

Richardson wurde als erster von drei Söhnen von Jiles Perry Senior und Elise (Stalsby) Richardson in Sabine Pass, Texas, geboren. Seine beiden Brüder hießen Cecil und James. Schon bald nach seiner Geburt zog die Familie nach Beaumont (Texas), wo er 1947 die Beaumont High School besuchte und Mitglied des Football-Teams „Royal Purple“ wurde.
Richardson studierte später Rechtswissenschaft am Lamar College und trat einer Band sowie dem dortigen Chor bei. Während dieser Zeit arbeitete er in Teilzeit beim Radiosender KTRM. Am 18. April 1952 heiratete er Adrianne Joy Fryou und im Dezember 1953 wurde die gemeinsame Tochter Debra Joy geboren. 1955 trat Richardson in die United States Army ein, für die er zwei Jahre in Fort Bliss diente. Nach seiner Entlassung begann er wieder bei KTRM zu arbeiten und moderierte montags bis freitags von 11:00 bis 12:30 Uhr die Sendung Dishwashers’ Serenade.
Einer der Sponsoren von KTRM wollte, dass Richardson zu einer anderen Sendezeit wechselt. Nachdem Richardson einigen College-Studenten bei einem Tanz, The Bop genannt, zugesehen hatte, nannte er sich The Big Bopper. Er bekam eine neue Sendung und wurde kurz darauf Programmdirektor.
Im Mai des Jahres 1957 brach Richardson den damaligen Rekord im Dauer-Moderieren um acht Minuten. Dabei moderierte er fünf Tage, zwei Stunden und acht Minuten am Stück. In dieser Zeit spielte er 1821 Musiktitel und duschte während der fünfminütigen Nachrichten-Unterbrechungen.
Richardson wird auch zugeschrieben, 1958 erstmals einen kurzen Film zu seiner Musik als Musikvideo bezeichnet zu haben.
Zu dieser Zeit begann Richardson, Lieder zu schreiben. George Jones nahm später seinen Titel White Lightning auf, der die Nummer eins in den Country-Charts wurde. Für seinen Freund Johnny Preston schrieb Richardson Running Bear, in dem er als Hintergrundsänger mitwirkte. Allerdings wurde der Titel erst im September 1959 – also nach seinem Tod – veröffentlicht, stieg dann aber bis auf Platz 1 der Charts.
Es war Harold „Pappy“ Dailey, der Richardsons Sängerkarriere in die Wege leitete. Dailey arbeitete bei Mercury Records und verhalf Richardson zu einem Vertrag. Richardsons erste Single Beggar To A King kam jedoch nicht in die Charts. Sein zweiter Versuch, Chantilly Lace, wurde im Sommer 1958 als B-Seite veröffentlicht und stieg bis auf Platz 6 in den Pop-Charts. Insgesamt blieb der Titel 22 Wochen in den Top 40.
Mit dem Erfolg von Chantilly Lace nahm sich Richardson eine Auszeit von KTRM und schloss sich Buddy Holly an, der mit Ritchie Valens, Dion and the Belmonts und Frankie Sardon an der Winter Dance Party Tour teilnahm. Am 2. Februar 1959, nach einem Auftritt im Surf Ballroom in Clear Lake, Iowa, charterte Buddy Holly eine Beechcraft Bonanza, um zum nächsten Auftritt nach Moorehead, nahe Fargo, North Dakota, vorauszufliegen, während die restlichen Tour-Mitglieder mit dem Bus nachkommen sollten. Weil es im Tourbus Probleme mit der Heizung gab und Richardson bereits erste Anzeichen einer Grippe zeigte und deshalb nicht fahren wollte, überließ ihm Waylon Jennings, eines von Hollys neuen Bandmitgliedern, seinen Platz im Flugzeug.
Am frühen Morgen des 3. Februar, kurz vor 1 Uhr, hob die viersitzige Beechcraft Bonanza während eines gerade aufziehenden Schneesturms ab und stürzte nur wenige Minuten später, kaum fünf Meilen hinter Clear Lake, in ein Maisfeld. Mit J. P. Richardson kamen auch Holly, Valens und der Pilot Roger Peterson ums Leben. Es wird vermutet, dass Peterson direkt in den Blizzard flog, die Orientierung verlor und deshalb versehentlich abwärts statt aufwärts flog. Anhand der Instrumente hat man später rekonstruiert, dass die Maschine mit ca. 170 Meilen pro Stunde in das Feld gestürzt sein musste, sich überschlug und dabei drei der Insassen herausgeschleudert wurden. Nur Peterson blieb eingeklemmt im Wrack zurück. Aufgrund des schlechten Wetters konnte die Unfallstelle erst zehn Stunden später erreicht und die Leichen geborgen werden.
Richardson hinterließ neben seiner Frau Adrianne Joy eine fünfjährige Tochter, Debra Joy, und einen noch ungeborenen Sohn, Jay Perry, der zwei Monate nach Richardsons Tod zur Welt kam. Richardson hatte ein Aufnahmestudio in seinem Haus in Beaumont aufgebaut und geplant, sich an einem Radiosender zu beteiligen. Außerdem existierten bereits 20 Lieder, die er sowohl solo als auch zusammen mit anderen Künstlern aufnehmen wollte.
2007 wurde J. P. Richardson auf Wunsch seines Sohnes exhumiert und eine Autopsie seines Leichnams, der erstaunlich gut erhalten war, vorgenommen. Dabei wurde festgestellt, dass er schwerste Knochenbrüche vom Kopf bis zu den Füßen erlitten hatte, welche nahelegten, dass er beim Aufprall der Maschine sofort starb.
Damit wurden auch Gerüchte widerlegt, er hätte kurze Zeit überlebt und noch versucht, Hilfe zu holen, da sein Körper ca. 15 Meter (40 feet) von der Absturzstelle entfernt in einem angrenzenden Feld lag, während Holly und Valens unmittelbar neben dem Flugzeugwrack aufgefunden wurden.
Für seine Verdienste um die Rockabilly-Musik wurde Richardson in die Rockabilly Hall of Fame aufgenommen.
Bereits 1959 nahm der Rockabilly Sänger Ray Campi mit dem Song The Man I Met (A Tribute To The Big Bopper) eine Schallplatte in Gedenken an Richardson für sein Plattenlabel D Records auf.
1971 setzte Sänger und Songschreiber Don McLean in seinem Lied American Pie diesem Unglück ein Denkmal, als er jenen 3. Februar 1959 mit der Textzeile „the day the music died“ den Tag nannte, „an dem die Musik starb“.

## Diskografie (Auswahl)

### Singles (Chartplatzierungen)
| Jahr | Titel Album            | Höchstplatzierung, Gesamtwochen, AuszeichnungChartplatzierungen (Jahr, Titel, Album, Platzierungen, Wochen, Auszeichnungen, Anmerkungen) | Höchstplatzierung, Gesamtwochen, AuszeichnungChartplatzierungen (Jahr, Titel, Album, Platzierungen, Wochen, Auszeichnungen, Anmerkungen) | Anmerkungen |
| Jahr | Titel Album            | US | UK | Anmerkungen |
| ---- | ---------------------- | --- | --- | ----------- |
| 1958 | Chantilly Lace         | US6 (25 Wo.)US | UK12 (8 Wo.)UK |             |
| 1958 | Little Red Riding Hood | US72 (4 Wo.)US | — |             |
| 1958 | Big Bopper's Wedding   | US38 (7 Wo.)US | — |             |